# یودنبرگ
یودنبرگ (به آلمانی: Jüdenberg) یک منطقهٔ مسکونی در آلمان است که در گرفنهاینیشن واقع شده‌است. یودنبرگ ۶۰۵ نفر جمعیت دارد.